# Zdravko Šotra
Zdravko Šotra (en serbe cyrillique : Здравко Шотра, né le 13 février 1933 à Stolac) est un réalisateur yougoslave et bosno-serbe de cinéma et, surtout, de télévision.

## Filmographie partielle

### Séries télévisées
- 2017 : Santa Maria della Salute, série télévisée[1](Bande-annonce « Disponible », sur YouTube)
- 2012 : Šešir profesora Koste Vujića (litt., Le Chapeau du professeur Kosta Vujić), série télévisée d'après le roman de Milovan Vitezović[2] (« Disponible », sur YouTube)
- 2011-2012 : Nepobedivo srce (litt. Un cœur invincible), série télévisée d'après le roman de Mir-Jam[3] (« Disponible », sur YouTube)
- 2009-2010 : Greh njene majke (litt., La Faute de sa mère), série télévisée d'après le roman de Mir-Jam[4] (« Disponible », sur YouTube)
- 2008-2009 : Ranjeni orao (litt., L’Aigle blessé), série télévisée d'après le roman de Mir-Jam[5] (« Disponible », sur YouTube)
- 2005 : Ivkova slava (litt., La Gloire d'Ivko), série télévisée[6] (« Disponible », sur YouTube)
- 1989 : Gospođa ministarka (litt., Madame la Ministre), téléfilm d'après la pièce de Branislav Nušić

### Films
- 2004 : Pljačka Trećeg rajha (sh) (litt., Le Pillage du Troisième Reich)[7]
- 2002 : Zona Zamfirova, d'après la nouvelle de Stevan Sremac[8] (« Disponible », sur YouTube)
- 1998 : Lajanje na zvezde (sr) (litt., Aboyer après les étoiles)
- 1989 : La Bataille du Kosovo (Boj na Kosovu)
- 1988 : Braća po materi (sr) (litt., Frères par la mère)
- 1983 : Igmanski marš (sh)
- 1982 : Idemo dalje (sh) (litt., On continue)
- 1981 : Šesta brzina (sr) (litt., En sixième vitesse)
- 1979 : Osvajanje slobode (sh)

### Documentaire
- 2006 : Gde cveta limun žut (litt., Où fleurit le citron jaune), documentaire